# Istanbul Sapphire
İstanbul Sapphire или Sapphire  — небоскреб, по состоянию на 2016 год, самое высокое здание в Стамбуле и Турции, расположенное в центральном деловом районе Левент, на Büyükdere Avenue. Istanbul Sapphire был четвёртым по высоте зданием в Европе, когда его строительство было завершено в 2010 году. Это первый экологический небоскреб. Sapphire возвышается на 54 этажа над уровнем земли, а также имеет высоту в 238 метра: здание имеет общую структурную высоту 261 метров, включая шпиль, который является частью дизайна, а не выполняет функцию радио-антенны. Разработан Tabanlıoğlu Architects, как торговый центр и резиденция многофункционального проектирования управляемая компанией Kiler GYO.

## Расположение
Небоскреб расположен недалеко от европейского маршрута Е80 и Otoyol 1, основными трассами с Босфорским мостом и Мостом Султана Мехмеда Фатиха. Здание имеет прямой доступ к четвертой станции метрополитена, которая расположена в третьем цокольным этаже. Находится на Büyükdere Avenue, одной из основных улиц центра Стамбула.

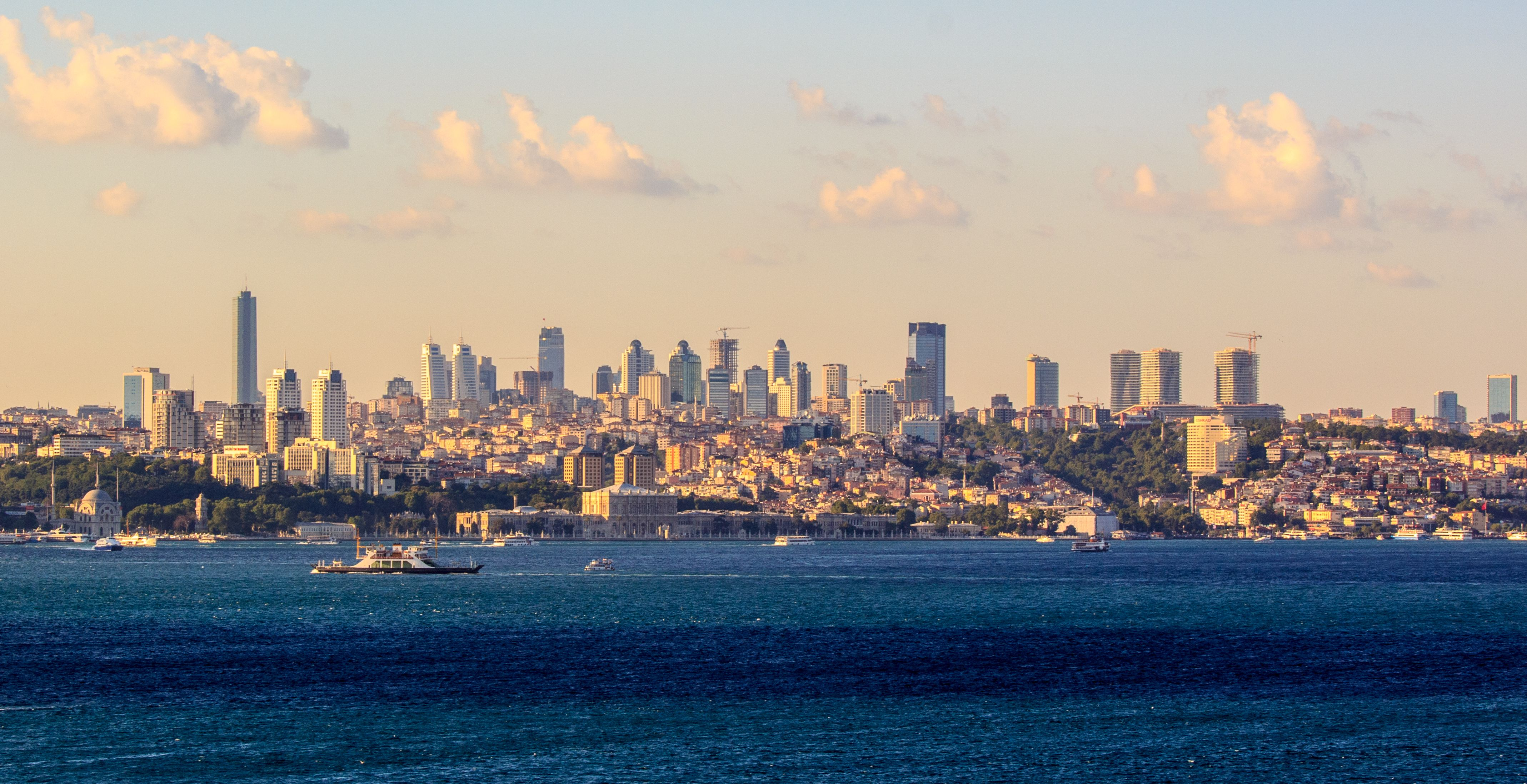
Вид на Левент с Босфорского пролива. Istanbul Sapphire - самый высокий небоскреб, расположенный в левой части панорамы.
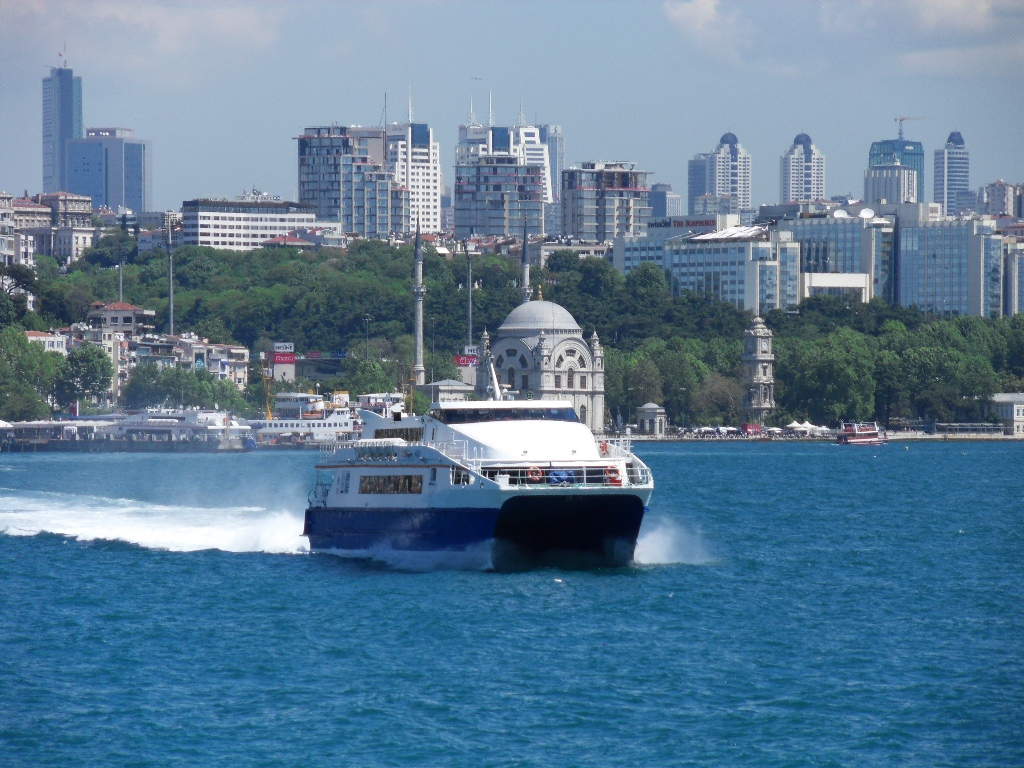
Катамаран Сибус на Босфоре, с небоскребами в деловой части Левента на фоне. Istanbul Sapphire - первый небоскреб слева.
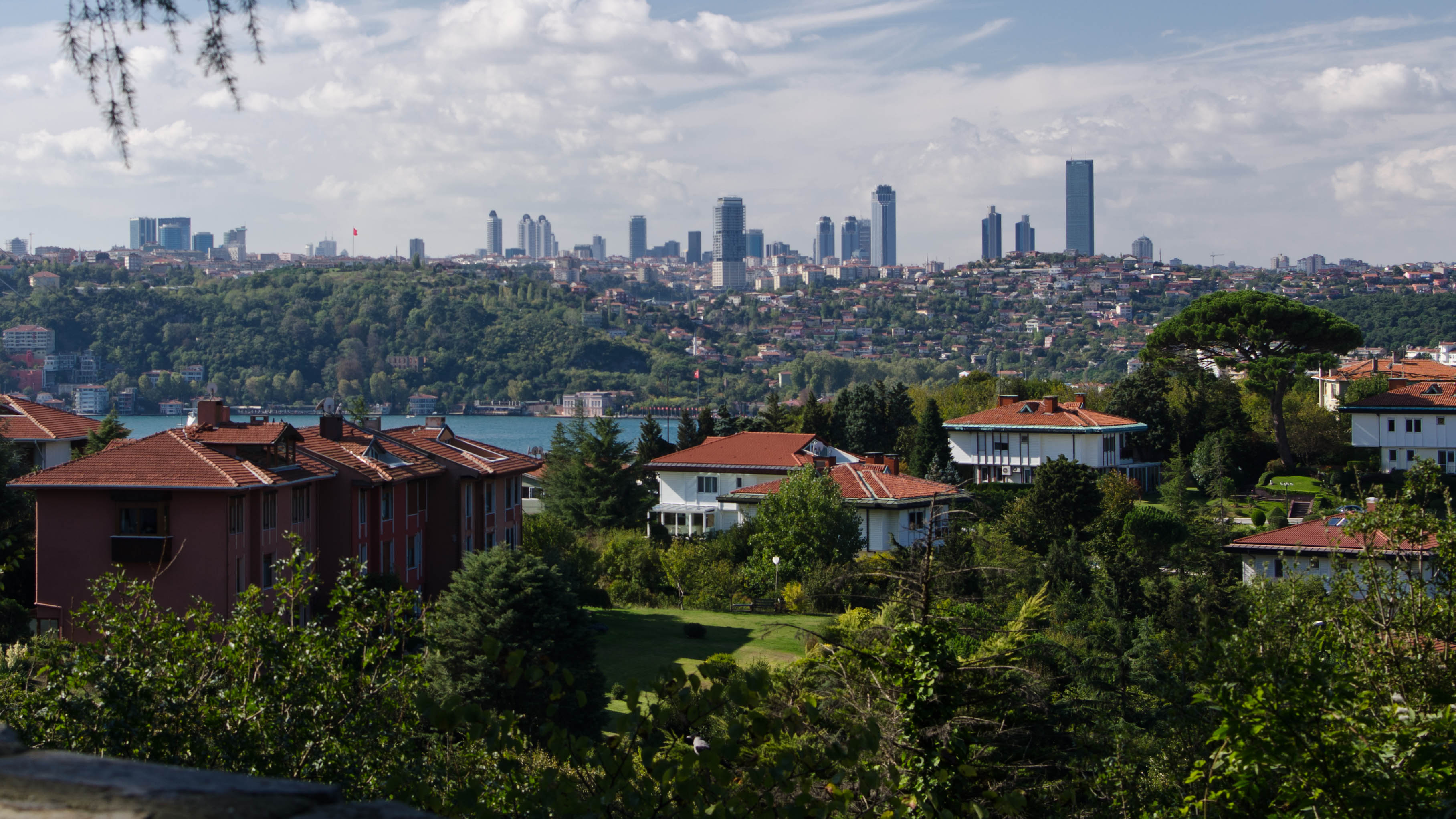
Вид на Левент из сада дворца Хедиве на азиатской стороне Босфора. Istanbul Sapphire - первый небоскреб справа.

## Архитектура

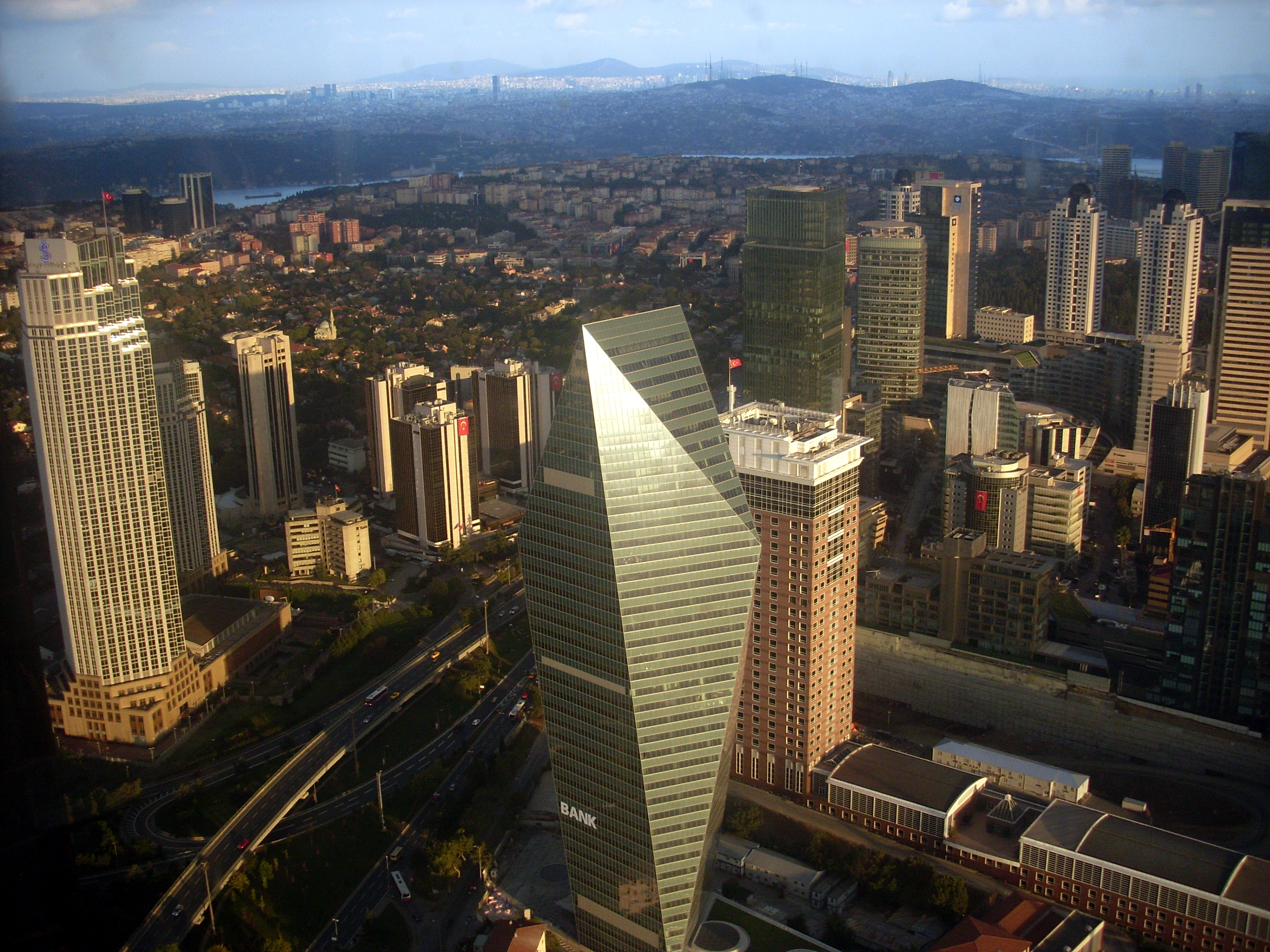
Вид на деловой район Левент со смотровой площадки Istanbul Sapphire

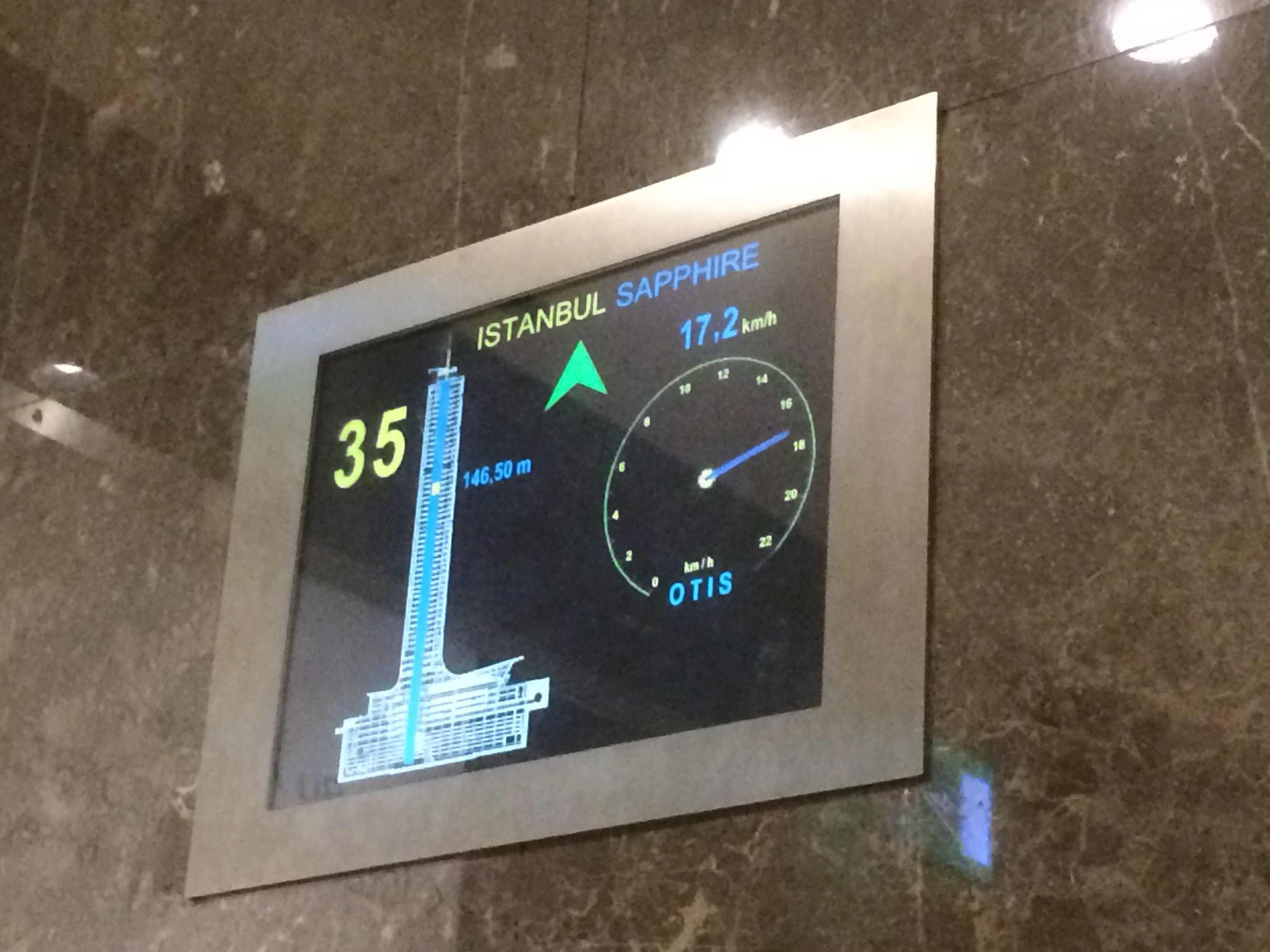
Дисплей лифта Istanbul Sapphire

Istanbul Sapphire был разработан Tabanlıoğlu Architects как высокотехнологичная структура, которая состоит из 64 этажей (54 надземных и 10 подземных этажей) — обширная парковка, большой торговый центр «Sapphire Çarşı», поле для гольфа, бассейн, рестораны и 47 этажей для жилого использования представляющие собой 187 квартир в общей сложности.
Есть специальные этажи с частными садами между каждыми тремя этажами, и все 9 этажей с садовыми зонами отделены друг от друга жилыми или техническими этажами. Дизайн сада и порядок за его уходом находится под руководством администрации компании.
Sapphire первое экологическое здание в Турции — имеет два специальных стеклянных снаряда, которые могут принимать наружный воздух естественным путем, через отверстия расположенные на всех 3 этажах. Благодаря этой системе жители дома не зависят от негативных погодных условий и внешнего городского шума. Поглощение солнечного света и ультрафиолетовых лучей обеспечивается специальной системой занавесов, которая автоматически управляется через компьютер, в зависимости от сезона, дня и времени дня.
В марте 2011 года была открыта смотровая площадка, которая доступна на высоте 236 метров.

## Строительные работы
Строительство проекта началось в 2006 году и было завершено в 2010 году. Официальная церемония открытия здания состоялась 4 марта 2011 года.
Проект построен на земельном участке площадью 11 339 м2 и имеет общую площадь застройки 157 800 м2, которая включает в себя 35 000 м2 торгового центра.
Компании участвовавшие в разработке и строительстве проекта:
- Kiler GYO (инвестор-застройщик)
- Güney Turizm (Mustafa Tatlıcı, владелец участка)
- Biskon Yapı (строительная компания, является дочерней Kiler GYO)
- Demsar İnşaat (субподрядчик проекта для строительства небоскреба)
- Tabanlıoğlu Architects (архитектурно-проектная фирма)
- Ruscheweyh Consult GmbH (консалтинговая фирма анализа ветровых нагрузок на здания)